# Интроспекция
Тази статия е за термина интроспекция в психологията.
Интроспекция е съзерцаване на себе си и е противоположна на екстроспекцията, това е наблюдение на неща вътре в самия себе си. Може да се използва за синоним на саморефлексия. Тя е метод за наблюдение състоянията на съзнанието на субект от самия него. От Сократ до Анри Бергсон класическата психология се е изграждала върху субективния метод. Но неуспехите на тази „психология в първо лице“ – трудност за субекта да бъде безпристрастен наблюдател, да предаде с точност своите знания на друг човек вследствие ограниченията на езика, невъзможност за достигане на несъзнаваните явления – предизвикват враждебността на някои психолози (бихейвиористите), които в желанието си да превърнат психологията в обективна наука твърдят, че се интересуват само от поведението, което може да се наблюдава външно и я свеждат до една психология без душа. Въпреки това противоположно течение обаче, интроспекцията запазва ролята си в съвременната психология, в която тя е полезен метод наред с наблюдението и експеримента. Сведенията, които предоставя (под формата на интервюта и въпросници за самооценка), са незаменими в клиничната психология.